# Кривоносов, Юрий Михайлович
Кривоносов, Юрий Михайлович (род. 31 августа 1926, Москва) — советский фотограф, фотожурналист, фотохудожник. Почётный член Союза фотохудожников России.

## Биография
Родился в Москве.
До войны закончил 7 классов и работал на комбинате «Трехгорная мануфактура» — токарем. Был направлен в учебный батальон ВВС Северного флота.
С апреля 1944 по июнь 1944 — на фронтовом аэродроме ВАЕНГА ВВС Северного флота — воздушная разведка (пос. Ваенга).
С июня 1944 по май 1945 — Военно-морское авиационное училище г. Пермь (бывший г. Молотов).
С мая 1945 по май 1950 года Японская война отдельный морской дальнеразведовательный 117-й авиаполк — ст. сержант (летал на американских гидросамолетах «Каталина» от Камчатки до Китая и Кореи — старшина эскадрильи). Производил аэросьемки.
Участник Великой Отечественной войны и Советско-Японской войн, служил на Северном флоте и Тихоокеанском флотах. Из армии демобилизовался в 1951 году. После демобилизации устраивается фотолаборантом в журнал «Огонёк», одновременно учится в вечерней школе (Школа рабочей молодежи).
В 1960 — без отрыва от работы заканчивает МГУ, филологический факультет.
В 1953 — в «Огоньке» напечатана его первая фотография в центральной прессе — «похороны Сталина». Фотография была смонтирована из четырнадцати кадров, так как кроме объектива «50 мм» других объективов у него не имелось, да и «ФЭД» был взят у приятеля.
Темы его репортажей — экстремальные события: в связке с альпинистами восхождение на Памир, спуск в гидростате на дно Баренцева моря, полет с воздушными акробатами — самолёты ЯК −18 во время исполнения «мертвой петли» в положении «голова к голове», испытание на прочность новых моделей машин на автодроме, съемка фильма «Полосатый рейс» на борту теплохода…
с 1977 по 1988 — журнал «Советское фото», редактор отдела фотожурналистики.